# The Tribal Law
The Tribal Law è un cortometraggio muto del 1912 diretto da Wallace Reid e da Otis Turner.
Debutto nella regia per l'attore Wallace Reid, star del cinema muto che firma anche la sceneggiatura ed è l'interprete principale del film.

## Produzione
Il film a due rulli fu prodotto dalla Bison Motion Pictures, una compagnia nata nel 1909 che, in otto anni di attività, produsse 618 film, in gran parte di genere western.

## Distribuzione
Distribuito dall'Universal Film Manufacturing Company, il film - un cortometraggio in due bobine - uscì nelle sale USA il 16 novembre 1912. Nel Regno Unito, venne distribuito l'8 marzo 1913.